# تاتسويا مايدا
تاتسويا مايدا (باليابانية: 前田達也؛ بالكانا: まえだ たつや) هو لاعب اتحاد الرغبي ياباني، ولد في 23 سبتمبر 1968 في أوساكا في اليابان.